# Prince Aviation
Принц авијација (Prince Aviation) је авио-компанија из Београда основана 1989. године. Компанија се бави авио-такси саобраћајем и обуком пилота. Матични аеродром је међународни аеродром Никола Тесла.

## Општи подаци
Принц авијација је настала 1989. године као Принц ер, стога је то најстарија приватна авио-компанија у Србији. Први комерцијални лет је обављен 1991. године. Новогодишње ноћи 1993. године први пут полеће са међународног Аеродрома Никола Тесла својим првим авионом, Цесна 421.
Тренутно лети на захтев до произвољног одредишта по Европи.

## Флота
- 2х Цесна 550 цитејшн браво
- 1х Цесна 500 цитејшн
- 1х Пајпер ПА-34-200Т Сенека
- 2х Цесна 172

### Претходне летелице
- 1х Цесна 421 голден игл
- 1х Цесна 500 цитејшн

### Најављене летелице
- 1х Бомбардијер БД 100 — челенџер 300 (очекује се у другој половини 2007. године)
- 1х Цесна 500 цитејшн XLS (очекује се у другој половини 2007. године)